# ТЕС Santa Luzia I
21°35′14″ пд. ш. 54°14′55″ зх. д. / 21.58722° пд. ш. 54.24861° зх. д.
ТЕС Santa Luzia I — теплова електростанція у бразильському штаті Мату-Гросу-ду-Сул, якою доповнили належний компанії ETH Bioenergia завод з виробництва та етанолу.
В 2010 році на майданчику ТЕС стали до ладу дві парові турбіни потужністю 50 МВт та 30 МВт, а у 2012-му до них додали ще одну з показником 50 МВт. Щонайменше для перших двох турбоагрегатів генератори постачила бразильська компанія WEG.
Особливістю станції є те, що вона працює на багасі – жомі цукрової тростини. Її спалюють у двох котлах виробництва ще однієї бразильської компанії HPB Energia, які можуть продукувати 260 та 320 тон пари на годину.
Надлишкова електроенергія постачається зовнішнім споживачам по ЛЕП, розрахованій на роботу під напругою 138 кВ.